# Édouard Allou
Édouard Allou (Limoges, 6 marzo 1820 – Neuilly-sur-Seine, 12 luglio 1888) è stato un politico francese.

## Biografia
Membro della commissione di riforma del codice di procedura penale (1849) e bâtonnier (1866-1867) fu politico liberale.
Nel 1877 si schierò dalla parte di Léon Gambetta, accusato di antigovernismo. Nel 1882 fu nominato senatore a vita.